# Monnaie magazine
Monnaie magazine est un magazine français consacré aux monnaies et à la numismatique.